# I Republika Afganistanu
Republika Afganistanu (pst. جمهوری افغانستان, prs. د افغانستان جمهوریت) – historyczne państwo położone w Azji Środkowej, na terenie obecnego Afganistanu, istniejące w latach 1973–1978.
Na początku lat 70. susze wywołały poważny kryzys gospodarczy w Afganistanie. Król Muhammad Zahir Chan nie potrafił mu sprostać i w lipcu 1973 roku został obalony przez młodych oficerów, którzy proklamowali republikę. Prezydentem republiki został kuzyn króla, generał Muhammad Daud Chan. W 1977 roku Daud zatwierdził nową konstytucję, wprowadzającą prezydencką formę rządów i system jednopartyjny, z Partią Rewolucji Narodowej (założoną w 1974 roku) jako jedyną legalną partią. Jednocześnie zdelegalizowano wszystkie partie polityczne. Do więzień masowo trafiali również byli sojusznicy Dauda. Doszło też do zabójstw politycznych, a celem jednego z nich padł Mir Akbar Chajbar, którego śmierć była bezpośrednią przyczyną obalenia Dauda. Do późnych lat 70. Afganistan zachowywał neutralność w zimnej wojnie, przyjmując pomoc z obu stron.
W 1978 roku Daud został obalony w tzw. rewolucji kwietniowej przez Ludowo-Demokratyczną Partię Afganistanu (której część należała do rządu Dauda w początkowym okresie jego istnienia) oraz armię. Na czele puczu stanął Nur Mohammed Taraki. Zostało utworzone nowe państwo, Demokratyczna Republika Afganistanu, które związało się politycznie i gospodarczo ze Związkiem Radzieckim. 